# Boyacá Chicó Fútbol Club
O Boyacá Chicó Fútbol Club é um clube de futebol colombiano da cidade de Tunja. Fundado no dia 26 de março de 2002, manda seus jogos no estádio La Independencia com capacidade para 20.000 espectadores. Atualmente disputa a Primeira A, primeira divisão do Campeonato Colombiano.
Ao conquistar o título do torneio Apertura do Campeonato Colombiano de 2008,o Boyacá Chicó disputou pela primeira vez a fase de grupos da Copa Libertadores da América. Ficou em terceiro lugar no seu grupo com nove pontos.

## História
Fundado no dia 26 de março de 2002,O clube rapidamente conseguiu o acesso para a primeira divisão em 2003,em 2008, conquistou o campeonato colombiano apertura pela primeira vez, derrotando na final o América de Cali.
Jogou a Copa Libertadores 2009 e acabou caindo na fase de grupos.
Em 2022, o Boyacá ganhou o título da Categoría Primera B e voltou para a Primeira Divisão Colombiana.

## Rivalidades
O maior rival do clube é o Patriotas no qual disputam o “clásico boyacense”.

## Títulos

### Nacionais
- Campeonato Colombiano: 2008-I
- Campeonato Colombiano da Segunda Divisão: 2003, 2017 e 2022 (Apertura)